# Abierto Tampico 2023
L'Abierto Tampico 2023 è un torneo femminile di tennis giocato sul cemento. È la 7ª edizione del torneo, facente parte della categoria WTA 125 nell'ambito del WTA Challenger Tour 2023. Si gioca al Centro Libanes Mexicano de Tampico di Tampico in Messico dal 23 al 29 ottobre 2023.

## Partecipanti al singolare

### Teste di serie
| Nazionalità | Giocatrice        | Ranking* | Testa di serie |
| ----------- | ----------------- | -------- | -------------- |
| Stati Uniti | Caroline Dolehide | 44       | 1              |
| Stati Uniti | Peyton Stearns    | 48       | 2              |
| Stati Uniti | Taylor Townsend   | 80       | 3              |
|             | Anna Kalinskaja   | 83       | 4              |
|             | Kamilla Rachimova | 84       | 5              |
| Stati Uniti | Emina Bektas      | 104      | 6              |
| Stati Uniti | Katie Volynets    | 109      | 7              |
| Colombia    | Emiliana Arango   | 118      | 8              |

* Ranking al 16 ottobre 2023.

### Altre partecipanti
Le seguenti giocatrici hanno ricevuto una wild card per il tabellone principale:
- Fernanda Contreras
- Caroline Dolehide
- Victoria Rodríguez
- Ana Sofía Sánchez
- Peyton Stearns
- Marcela Zacarías

La seguente giocatrice è entrata in tabellone con il ranking protetto:
- Ajla Tomljanović

Le seguenti giocatrici sono passate dalle qualificazioni:
- Jessie Aney
- Jessica Hinojosa Gómez
- Daniela Martínez Guerrero
- Whitney Osuigwe

Le seguenti giocatrici sono entrate in tabellone come lucky loser:
- Daniela Schekaiban
- Alina Zolotareva

### Ritiri
Prima del torneo
- Taylor Townsend → sostituita da  Daniela Schekaiban
- Marcela Zacarías → sostituita da  Alina Zolotareva

## Partecipanti al doppio

### Teste di serie
| Nazione     | Giocatrice         | Nazione     | Giocatrice           | Rank1 | Seed |
| ----------- | ------------------ | ----------- | -------------------- | ----- | ---- |
| Stati Uniti | Sabrina Santamaria | Regno Unito | Heather Watson       | 183   | 1    |
| Messico     | Fernanda Contreras | Stati Uniti | Angela Kulikov       | 233   | 2    |
|             | Kamilla Rachimova  |             | Anastasija Tichonova | 257   | 3    |
| Stati Uniti | Jessie Aney        | Stati Uniti | Sofia Sewing         | 291   | 4    |

* Ranking al 16 ottobre 2023.

### Altre partecipanti
La seguenti coppie di giocatrici hanno ricevuto una wild card per il tabellone principale:
- Emiliana Arango /  Katrina Scott
- Andrea Fernandez Villarreal /  Daniela Schekaiban
- Daniela Martínez Guerrero /  Fernanda Regalado Macías

## Campionesse

### Singolare
Emina Bektas ha sconfitto in finale  Anna Kalinskaja con il punteggio di 6-3, 3-6, 7-6(3).

### Doppio
Kamilla Rachimova /  Anastasija Tichonova hanno sconfitto in finale  Sabrina Santamaria /  Heather Watson con il punteggio di 7-6(5), 6-2.